# Chromis abyssicola
Chromis abyssicola är en fiskart som beskrevs av Allen och Randall, 1985. Chromis abyssicola ingår i släktet Chromis och familjen Pomacentridae. Inga underarter finns listade i Catalogue of Life.